# 飯田高央
飯田 高央（いいだ たかお、1907年〈明治40年〉9月18日 - 没年不明）は、日本の政治家、東京板橋の素封家、地主、家主。東京市会議員、板橋区会議員。

## 人物
東京府北豊島郡板橋町大字下板橋出身。飯田宇兵衛の長男。父・宇兵衛は病を得て夭逝、母の薫陶を享け人となった。
東京帝国大学経済学部卒業。1914年、家督を相続した。金融業を営んだ。趣味は読書。住所は東京市板橋区板橋八丁目。

## 家族・親族
飯田家
飯田家は板橋の旧家・名門である。先祖は大坂冬の陣に大坂方に組し、今福の合戦で関東方をなやませた飯田左馬允貞秀である。代々「宇兵衛」を襲名し、板橋宿中宿の名主で脇本陣を務めた。幕末には14代将軍家茂へ降嫁する皇女和宮が宿泊した。また明治初年に大宮氷川神社に行幸する明治天皇が休憩した。
- 祖父・春教[2]（板橋町長[12]、下板橋宿戸長[13]）
- 父・宇兵衛[2][3]（村会議員[2]）
- 母・津多子[2]（1883年 - ?、あるいはつた[9]、東京、宮崎庄太郎の二女）[3]
- 弟・昌央[3]（1911年 - ?、地主、家主）[4]
- 妻・俊子[1]（1909年 - ?、あるいはトシ[3]、東京、山口萬五郎の娘）[注 1]
- 長男[5]
- 長女（1930年 - ）[3]
- 二女（1933年 - ）[3]
- 三女[5]

親戚
- 山口萬五郎（地主、家主、住所は東京市豊島区巣鴨）[14]
- 山口萬一（巣鴨六郵便局長）[14]